# Geoffroi de Villehardouin
Geoffroi de Villehardouin, född omkring 1150, död någon gång mellan december 1212 och juli 1218, var en fransk korsfarare och författare av historiska krönikor. Han deltog bland annat i erövringen av Konstantinopel (1203-1204) under det fjärde korståget, samt i bildandet av Latinska riket tillsammans med Balduin I av Konstantinopel. Han utnämndes till marskalk av Champagne samt av det Latinska riket.

## Biografi

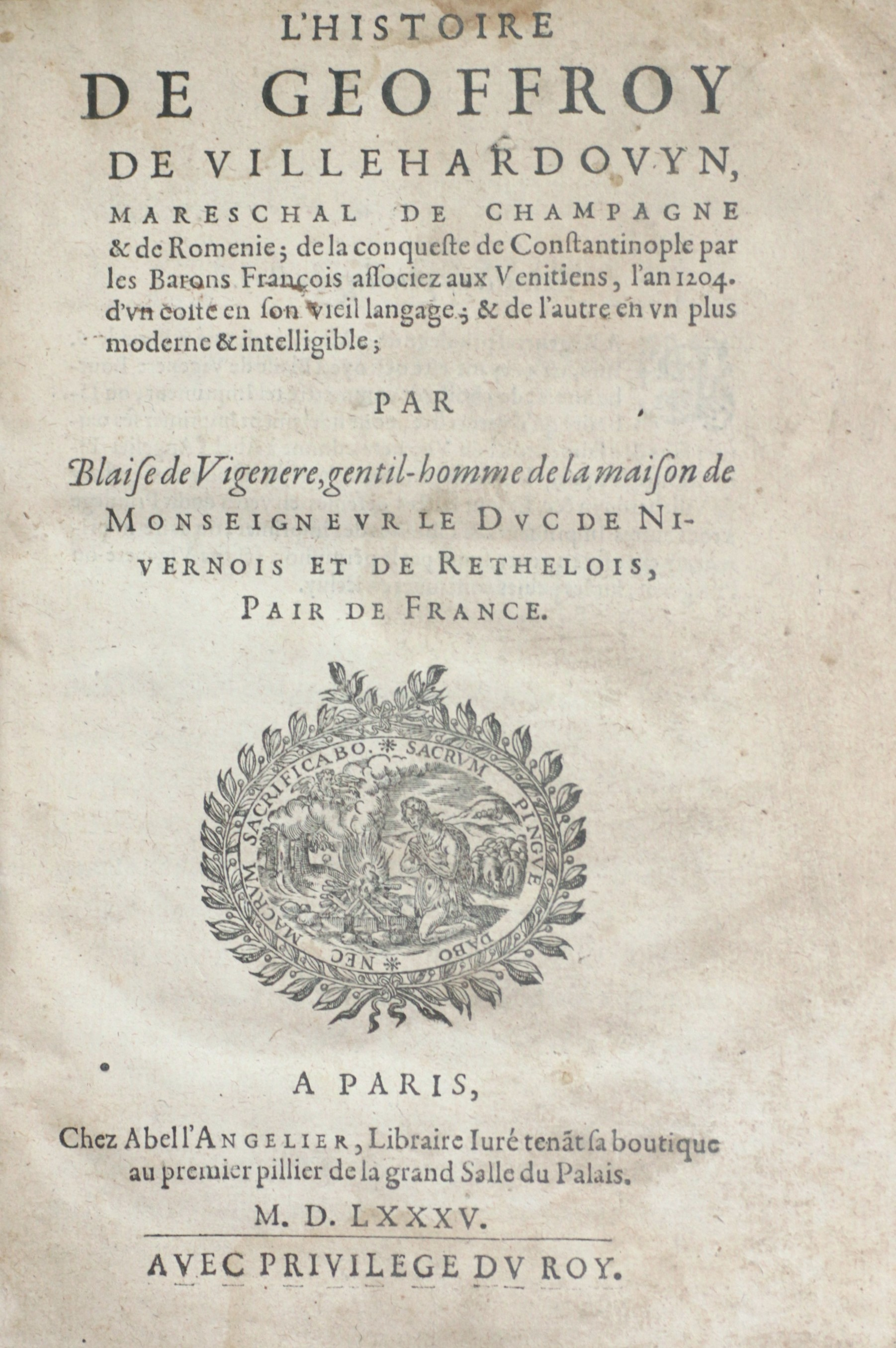
Krönika från fjärde korståget, 1585 års upplaga med originaltext och fransk översättning från 1500-talet.

Geoffroi de Villehardouin var den yngste sonen till Vilain, seigneur av Villehardouin i grevskapet Champagne, i vad som idag är departementet Aube. Han föddes omkring år 1150.

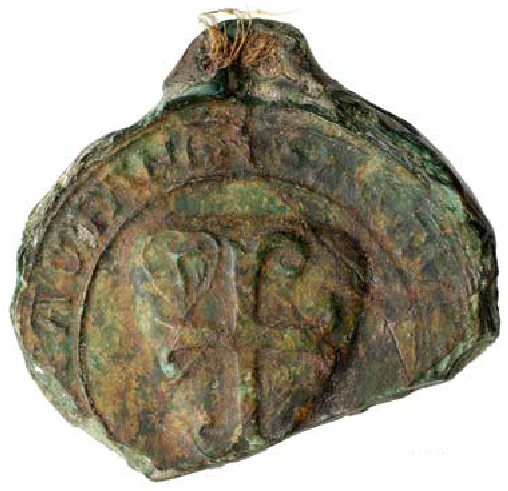
Geoffroys sigill.

1185 befordrades han till marskalk av Champagne, och blev därigenom en del av Marie de Frances råd. Han följde med länsherren Henrik II av Champagne under det tredje korståget, varunder han i november 1190 tillfångatogs under belägringen av Acre. Från 1194 var han dock tillbaka i Champagne igen.
Hans personliga egenskaper såväl som hans uppgifter som marskalk ledde till att han deltog i många administrativa och politiska angelägenheter. Han verkade vid flera tillfällen som medlare och skiljedomare, och avgjorde bland annat i sällskap med ärkebiskopen av Sens 1198 en tvist mellan greve Thibaud III av Champagne och kapitlet i katedralen i Troyes. I april 1198 gav greven av Champagne sin hommage till kungen av Frankrike, och Geoffroi de Villehardouin var då med bland de som svor sin lojalitet till kungen.
År 1204 deltog han i erövringen av Konstantinopel i samband med det fjärde korståget och fick av den nye kejsaren Balduin I av Flandern titeln marskalk av "Romania" (dvs. det Bysantinska riket). Efter nederlaget i slaget vid Adrianopel 1205 visade han sina talanger som strateg genom att rädda korsfarararmén. År 1207 gav Boniface de Montferrat, kung av Thessaloniki, honom Messinopel som egendom.
Hans son Érard tog 1213 titeln seigneur av Villehardouin, och vissa menar att Geoffrey dog samma år i sin egendom Messinopel (Mosynopolis) i Thrakien. Jean Longon menar dock att detta inte är sannolikt, eftersom det är för kort tid mellan det senaste kända tillfälle då Geoffroi levde (i december 1212, från Almyrós i Thessalien) och den första kända akten där Érard har titeln seigneur av Villehardouin i januari 1213, för att budskapet skulle kunna ha hunnit nå fram från Grekland till Champagne. 
Ett annat möjligt dödsdatum skulle kunna vara 1218, då ett antal högtidlighållanden indikerar att hans dödsfall skulle kunna ha inträffat nyligen.
Geoffroi de Villehardouin hade en brorson och en sonson som bar hans förnamn, respektive Geoffroi I av Villehardouin och Geoffroi II av Villehardouin, furstar av Achaea.

## Verk
Från 1207 till 1213 skrev han på fornfranska en historieskrivning över det fjärde korståget, med titeln De la Conquête de Constantinople, som beskrev händelserna som ägde rum mellan 1198 och 1207. Hans skildringar började under 1800-talet dock ifrågasättas av vissa historiker.